# Canal du Loing
Der Canal du Loing ist ein Schifffahrtskanal in den französischen Regionen Centre-Val de Loire und Île-de-France. Er bildet zusammen mit den Kanälen Canal de Briare, Canal latéral à la Loire und dem Canal du Centre eine Kanalkette (Route Bourbonnais), die den Binnenschiffen und Sportbooten einen Übergang von der Seine zur Saône und weiter zum Mittelmeer ermöglicht.

## Verlauf und technische Infrastruktur

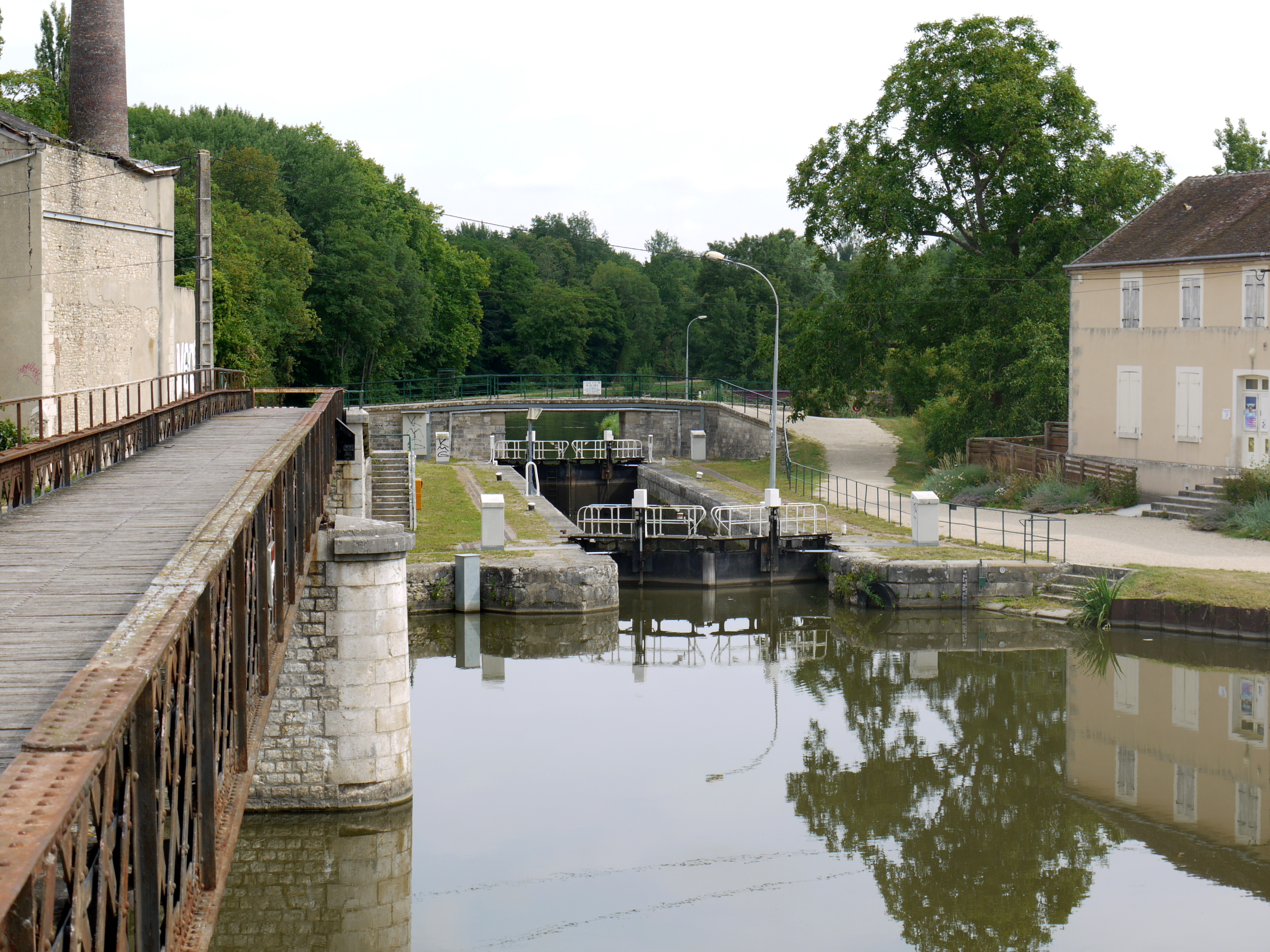
Schleuse 36 Écluse de Buges

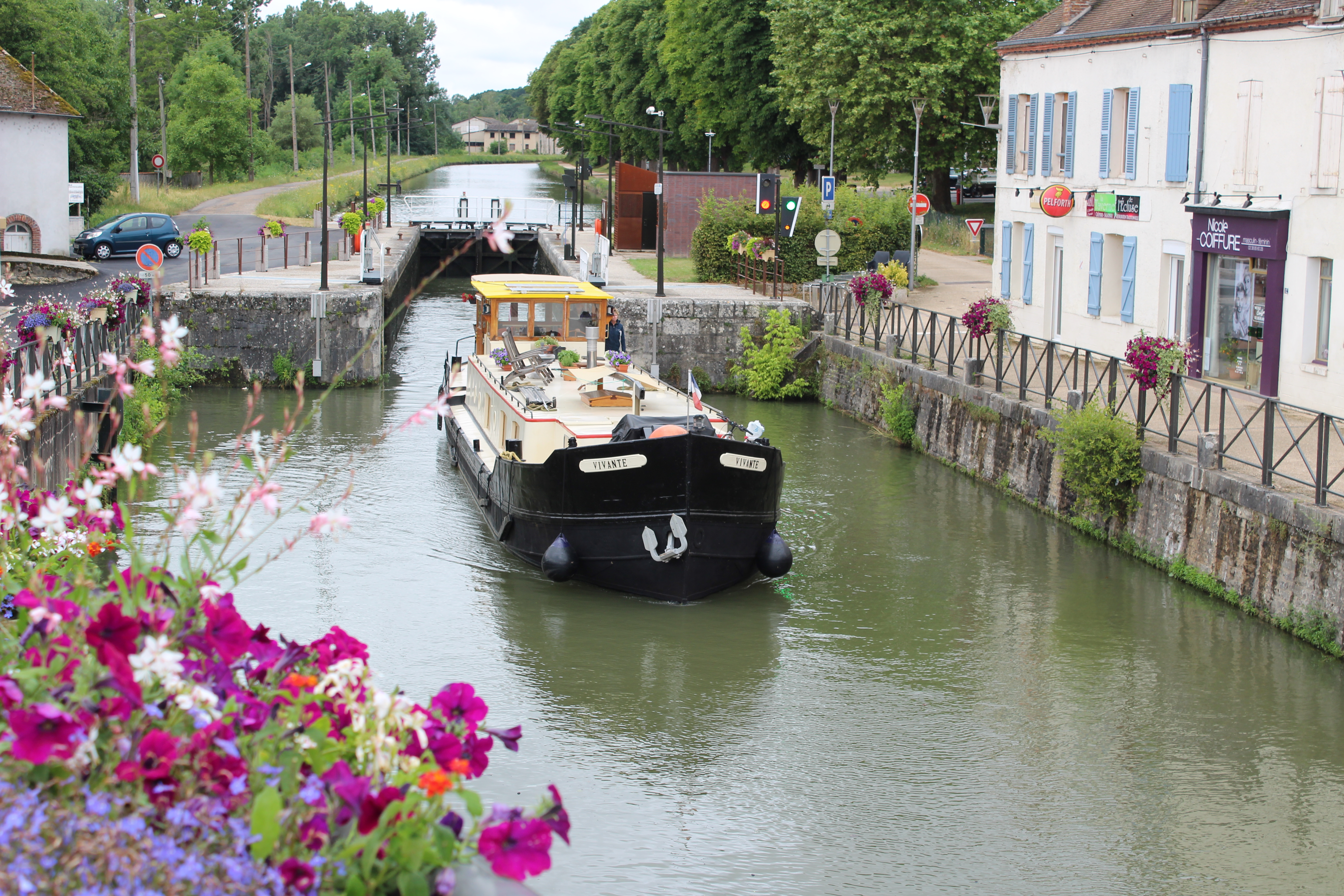
Schleuse 1 in Cepoy

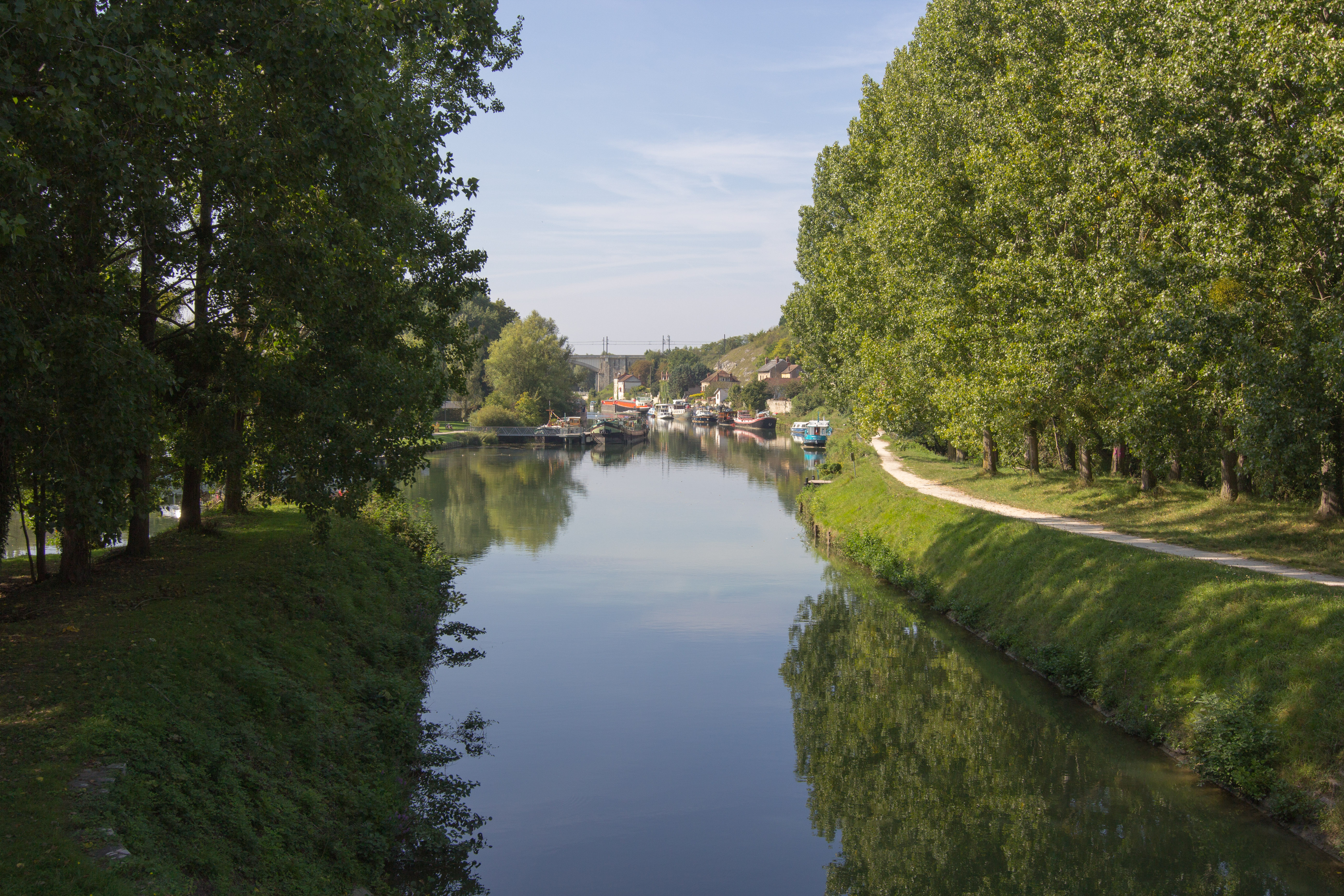
Mündung des Kanals in den Loing

Der Kanal beginnt in Buges knapp nördlich von Montargis, wo er Anschluss an den Canal de Briare hat. Genau an diesem Schnittpunkt mündet auch der Canal d’Orléans ein, der derzeit für die Schifffahrt aber gesperrt ist. Der Canal du Loing  verläuft generell in nördlicher Richtung und mündet nach einer Länge von 48 Kilometern bei Moret-sur-Loing in den Fluss Loing, der ab dort kanalisiert ist und zwei Kilometer weiter bei Saint-Mammès die Seine erreicht. 
Vom Typus her ist der Canal du Loing ein Seitenkanal, der dem Lauf des Flusses Loing folgt. Er verfügt über 20 Schleusen, die eine Höhendifferenz von 38 Metern überwinden. Die Schleusen sind für Schiffe der Normgröße Freycinet ausgelegt. Erste Schleuse ist die Écluse de Buges, die als Schleuse 36 des Canal de Briare geführt wird. Die Schleuse 1 des Canal du Loing liegt 2,15 km nördlich davon in Cepoy, die letzte Schleuse 19 in Moret-sur-Loing an der Mündung in den Loing.

### Koordinaten
- Ausgangspunkt des Kanals: 48° 1′ 39″ N, 2° 43′ 20″ OKoordinaten: 48° 1′ 39″ N, 2° 43′ 20″ O
- Endpunkt des Kanals: 48° 22′ 38″ N, 2° 49′ 9″ O

### Durchquerte Départements
in der Region Centre-Val de Loire:
- Loiret

in der Region Île-de-France:
- Seine-et-Marne

### Orte am Kanal
- Cepoy
- Souppes-sur-Loing
- Nemours
- Moret-sur-Loing

## Geschichte
Baubeginn war 1720, die feierliche Eröffnung fand im Jahre 1723 statt. War er anfangs für die Versorgung von Paris von großer wirtschaftlicher Bedeutung, wird er heute überwiegend von Touristen mit Sport- und Hausbooten genutzt.

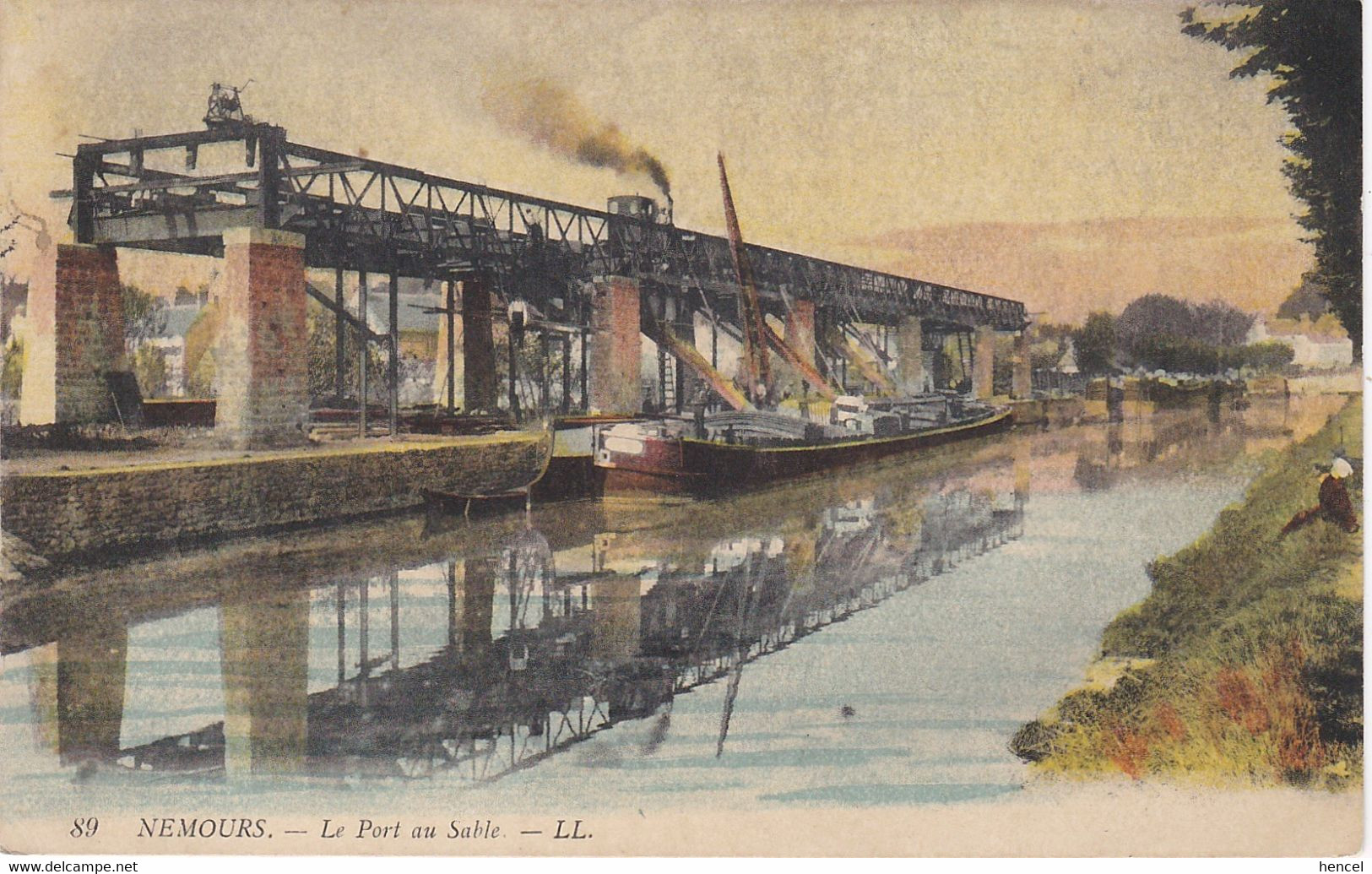
Sandverladekai Port au Sable in Nemours (1917)
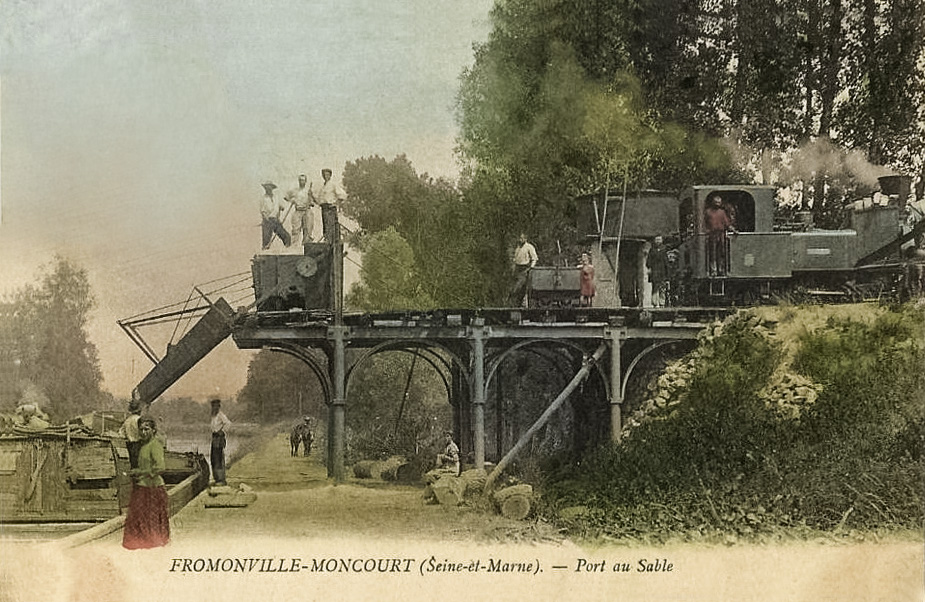
Sandverladung in Moncourt-Fromonville (um 1910)